# Смоляки
Смоляки — деревня в Руднянском районе Смоленской области России. Входит в состав Смолиговского сельского поселения. По состоянию на 2007 год постоянного населения не имеет. 
Расположена в западной части области в 27 км к юго-востоку от Рудни, в 2 км южнее автодороги А141 Орёл — Витебск, на берегу реки Бобровка. В 6 км северо-восточнее деревни расположена железнодорожная станция Лелеквинская на линии Смоленск — Витебск. 

## История
В годы Великой Отечественной войны деревня была оккупирована гитлеровскими войсками в июле 1941 года, освобождена в октябре 1943 года.